# Rolando Romero
Rolando Florencio Romero Moreno, conocido como Rolly Romero, es un boxeador profesional estadounidense,  Ocupó el título superligero de la (WBA) de 2023 a marzo de 2024, y el título interino de peso ligero de la WBA de 2020 a 2021. 

## Carrera Profesional

### Ligero

#### Carrera Temprana
Romero hizo su debut profesional el 2 de diciembre de 2016, logrando una victoria por nocaut técnico (TKO) en el primer asalto contra David Courtney en el Sam's Town Hotel and Gambling Hall en Sunrise Manor, Nevada .  Romero acumuló un récord de 8-0 durante los siguientes tres años, ganando todas menos una de esas peleas por nocaut. Romero estaba programado para enfrentarse a Andrés Figueroa el 20 de abril de 2019, en la cartelera de la pelea de peso welter entre Danny García y Adrián Granados . Ganó la pelea por nocaut en el cuarto asalto.  Romero dio su primer paso en competencia el 1 de noviembre de 2019, cuando se enfrentó a Juan Carlos Cordones. Ganó la pelea por nocaut en el primer asalto, deteniendo a Cordones en el último minuto del primer asalto.  Romero se enfrentó al invicto Arturs Ahmetovs el 22 de febrero de 2020, en la cartelera de Deontay Wilder y Tyson Fury II. Ganó la pelea por nocaut técnico en el segundo asalto.

#### Romero vs. Mariñez
Después de compilar un récord de 11-0 (10 KO), Romero se enfrentó al invicto dominicano Jackson Maríñez por el título vacante interino de peso ligero de la AMB el 15 de agosto de 2020, en el Mohegan Sun Arena en Uncasville, Connecticut . Romero capturó el título interino vacante de la AMB por decisión unánime (UD) en doce asaltos con las tarjetas de los jueces leyendo 118-110, 116-112 y 115-113. Esta decisión fue considerada muy controvertida y la mayoría sintió que Marinez se ganó la victoria.
Romero estaba programado para enfrentarse a Justin Pauldo, pero Pauldo pesaba 5 libras por encima del peso contratado. El equipo de Romero luego cambiaría el peso a 140 libras, pero Pauldo falló un examen físico previo a la pelea y la comisión tuvo que cancelarlo. Romero luchó contra Avery Sparrow como oponente de último minuto, este último había tenido cinco semanas de entrenamiento antes de esta pelea. Romero derrotó a su oponente por nocaut técnico en el séptimo asalto y expresó sus frustraciones con el estilo de pelea de Sparrow después de la pelea: "Peleó como un cobarde, solo quería una pelea callejera porque sabía que no me iba a hacer nada".

#### Romero vs. Yigit
Estaba programado que Romero defendiera su título interino contra Austin Dulay en la cartelera de Jermell Charlo contra Brian Castaño el 17 de julio de 2021. Dulay se retiró de la pelea unos días antes de la fecha programada, lo que llevó a Romero a afirmar que Dulay se había retirado. de la pelea debido a un “ataque de pánico”. Dulay respondió revelando que sufrió una lesión en la rodilla y se ofreció a darle a Romero $10,000 de su bolsa de pelea para reprogramar la pelea.  Anthony Yigit posteriormente fue trasladado de su puesto preliminar no televisado para intervenir como oponente de Romero.  El título de Romero ya no estaba en juego cuando Yigit pesó 5.2 libras por encima del límite de 135 libras, pero la pelea de todos modos siguió adelante. Esa noche, Romero derribó a Yigit varias veces en camino a una victoria por nocaut técnico en el séptimo asalto.  La multitud de San Antonio abucheó a Romero cuando fue anunciado como el ganador, expresando su descontento con sus tácticas rudas de lanzar codazos, empujar y agarrar a su oponente. No se inmutó cuando se le preguntó al respecto en su entrevista posterior a la pelea, diciendo: "Peleé contra un peleador de 140 libras y lo detuve, así de simple". 

#### Romero vs. Davis
El 6 de octubre de 2021, se anunció que Romero se enfrentaría al invicto campeón de peso ligero (regular) de la AMB, Gervonta Davis, el 5 de diciembre en el Staples Center de Los Ángeles en Showtime PPV. Sin embargo, Romero fue retirado de la pelea debido a acusaciones de agresión sexual hechas en su contra, y posteriormente fue reemplazado por Isaac Cruz. El 11 de enero de 2022, Romero reveló en su página de Instagram que no se presentaron cargos en su contra, ya que las denuncias de abuso sexual no podían fundamentarse. El 24 de enero, la AMB ordenó una vez más a Davis que hiciera una defensa obligatoria del título de peso ligero contra Romero, y le dio a la pareja hasta el 24 de febrero para llegar a un acuerdo.  La pareja acordó enfrentarse el 28 de mayo, en el evento principal de un PPV de Showtime, en el Barclays Center de Nueva York. Romero fue noqueado en el sexto asalto. 

### Peso super ligero

#### Romero vs. Barroso
El 8 de febrero de 2023 se informó que Romero subiría al peso super ligero para desafiar al campeón de la AMB Alberto Puello .  Se esperaba que la pelea por el campeonato tuviera lugar el 13 de mayo de 2023, en el evento principal de una cartelera transmitida por Showtime.  Puello fue retirado de la pelea el 19 de abril, después de dar positivo por una sustancia que mejora el rendimiento , y fue reemplazado por Ismael Barroso quien se enfrentó a Romero por el campeonato vacante.  Romero ganó la pelea por un controvertido nocaut técnico en el noveno asalto.  Barroso estaba por delante en las tarjetas de los tres jueces en el momento de la detención y había superado a Romero tanto en golpes totales como en poder.

### Romero vs. Davies
Aunque la WBA ordenó a Romero que hiciera una defensa obligatoria del título contra Ohara Davies , dos veces derrotado, el par no logró llegar a un acuerdo dentro del período de negociación asignado de 30 días, lo que obligó al organismo sancionador a solicitar una bolsa. licitación que se celebrará.   Romero presentó una solicitud de exención médica el 21 de julio, lo que llevó a la WBA a posponer indefinidamente la subasta. Se le exigió a Romero una nueva prueba de lesión el 4 de agosto y nuevamente el 19 de agosto.

### Romero vs. Cruz
El 30 de marzo de 2024 en el T-Mobile Arena de Las Vegas, Romero hizo la primera defensa de su título de peso superligero de la WBA contra Isaac Cruz. Perdió por nocaut técnico en el octavo asaltó.

## Récord de boxeo profesional
| Récord profesional | Récord profesional | Récord profesional |
| 17 peleas          | 15 victorias       | 2 derrotas         |
| Nocaut             | 13                 | 2                  |
| Decisión           | 2                  | 0                  |
| Empates            | 0                  | 0                  |
| ------------------ | ------------------ | ------------------ |

| Resultado | Récord | Rival                    | Método | Asalto - Tiempo | Fecha                  | Localización                                                 | Notas                                                                                             |
| Derrota   | 15-2   | Isaac Cruz               | TKO    | 8 (12) - 0:56   | 30 de marzo de 2024    | T-Mobile Arena, Paradise, Nevada,                            | Perdió el título superligero de la WBA                                                            |
| Victoria  | 15-1   | Ismael Barroso           | TKO    | 9 (12) - 0:20   | 13 de mayo de 2023     | The Cosmopolitan, Paradise, Nevada                           | Ganó el título vacante superligero de la WBA                                                      |
| Derrota   | 14-1   | Gervonta Davis           | TKO    | 6 (12) - 2:39   | 28 de mayo de 2022     | Barclays Center, New York City, New York,                    | Por el título de peso ligero de la WBA (Regular)                                                  |
| Victoria  | 14-0   | Anthony Yigit            | TKO    | 7 (12) - 1:54   | 17 de julio de 2021    | AT&T Center, San Antonio, Texas,                             | Por el título interino de peso ligero de la WBA no está en juego debido a que Yigit falta de peso |
| Victoria  | 13-0   | Avery Sparrow            | TKO    | 7 (12) - 0:43   | 23 de enero de 2021    | Mohegan Sun Arena, Montville, Connecticut,                   |                                                                                                   |
| Victoria  | 12-0   | Jackson Maríñez          | UD     | 12              | 15 de agosto de 2020   | USF Sundome, Tampa, Florida,                                 | Mohegan Sun Arena, Montville, Connecticut,                                                        |
| Victoria  | 11-0   | Arturs Ahmetovs          | TKO    | 2 (8) - 1:22    | 22 de febrero de 2020  | MGM Grand Garden Arena , Paradise, Nevada ,                  |                                                                                                   |
| Victoria  | 10-0   | Juan Carlos Cordones     | KO     | 1 (6) - 2:14    | 1 de noviembre de 2019 | Sam's Town Hotel and Gambling Hall, Sunrise Manor, Nevada,   |                                                                                                   |
| Victoria  | 9-0    | Andrés Figueroa          | KO     | 4 (6) - 1:27    | 20 de abril de 2019    | Parque deportivo Dignity Health, Carson, California,         |                                                                                                   |
| Victoria  | 8-0    | Nicolás Atilio Velázquez | KO     | 1 (6) - 1:02    | 9 de marzo de 2019     | Parque deportivo Dignity Health , Carson, California ,       |                                                                                                   |
| Victoria  | 7-0    | Rondale Hubbert          | TKO    | 2 (6) - 0:45    | 7 de diciembre de 2018 | Sam's Town Hotel and Gambling Hall, Sunrise Manor, Nevada,   |                                                                                                   |
| Victoria  | 6-0    | Dieumerci Nzau           | KO     | 1 (6) - 1:17    | 27 de octubre de 2018  | Sam's Town Hotel and Gambling Hall, Sunrise Manor, Nevada, , |                                                                                                   |
| Victoria  | 5-0    | Javier Martínez          | UD     | 6               | 3 de agosto de 2018    | Sam's Town Hotel and Gambling Hall, Sunrise Manor, Nevada,   |                                                                                                   |
| Victoria  | 4-0    | Álex Silva               | TKO    | 1 (4) - 2:28    | 27 de enero de 2018    | Sam's Town Hotel and Gambling Hall, Sunrise Manor, Nevada,   |                                                                                                   |
| Victoria  | 3-0    | Johnny Estrada           | KO     | 2 (4) - 2:02    | 21 de octubre de 2017  | Sam's Town Hotel and Gambling Hall, Sunrise Manor, Nevada,   |                                                                                                   |
| Victoria  | 2-0    | Adrián Levya             | TKO    | 4 (4) - 0:23    | 20 de mayo de 2017     | Laredo Energy Arena , Laredo, Texas ,                        |                                                                                                   |
| Victoria  | 1-0    | David Courtney           | TKO    | 1 (4) - 1:11    | 2 de diciembre de 2016 | Sam's Town Hotel and Gambling Hall , Sunrise Manor, Nevada , |                                                                                                   |